# Église de la Très-Sainte-Trinité de Rockland
L'église de la Très-Sainte-Trinité est une église catholique de rite latin situé à Rockland en Ontario (Canada). Le lieu de culte de style néoroman a été construit entre 1917 et 1920, en remplacement d'un église précédente incendiée en 1916. Elle a été désignée bien patrimonial par la ville de Clarence-Rockland en 2006.

## Histoire
Avant 1885, les résidents de Rockland devait se rendre à Clarence Creek pour les offices religieux. Ils reçoivent l'autorisation de Mgr Joseph-Thomas Duhamel, évêque d'Ottawa, de construite une église. Cette dernière est inaugurée le 5 juin 1886 par Mgr Duhamel. Le 17 janvier 1899, la première église est rasée par les flammes.
Une nouvelle église est construite selon les plans du cabinet d'architectes Ray et Gauthier. Elle est de nouveau détruite par un incendie le 23 décembre 1916. Une nouvelle église est alors construite entre 1917 et 1920. Les plans de la nouvelle église sont élaborés par l'abbé Pierre-Siméon Hudon, qui a été curé de la paroisse en 1889 et 1934.
L'église a été désignée bien patrimonial par la cité de Clarence-Rockland le 10 juillet 2006.

## Architecture
L'église a été construite selon un style néoroman. Les pierres proviennent de la carrière de Rockland. Ses cinq cloches (do, fa, sol, la, do) proviennent de la fonderie Paccard en France.
L'église possède un orgue Casavant. Quant à la décoration intérieure, elle a été confiée à  T.-X. Renaud et Georges Delfosse.pour la peinture, à T. Carli et Petrucci pour les statues, à Joseph Villeneuve pour les boiseries et les meubles et à Hamon et Hess pour les tuiles et le marbre.